# Batalla de Þverárfundur
La batalla de Þverárfundur fue un episodio de la guerra civil islandesa del siglo XIII conocida como Sturlungaöld, un conflicto armado entre clanes islandeses que tuvo lugar el 19 de julio de 1255. Gissur Þorvaldsson acumulaba mucho poder tras su compromiso con la corona noruega y seguía con su política pro-feudal con el apoyo de Haakon IV.
Por un lado Eyjólfur ofsi Þorsteinsson, tras los acontecimientos de Flugumýrarbrenna (la quema de Flugumýri), envió a Hrafn Oddsson que se enfrentó a Oddur Þórarinsson, un  hombre de Gissur que dominaba Skagafjörður, y lo mató. Por otro lado, Þorvarður Þórarinsson, hermano de Oddur, buscaba venganza y junto con Þorgils skarði Böðvarsson pensaron que tenían más derechos en nombre del rey que Sturla Þórðarson.
Los hombres de Gissur estaban mejor armados y en el enfrentamiento murió Eyjólfur en el campo de batalla, pero Hrafn logró escapar. Eyjölfur no era especialmente un peligro para los propósitos de Gissur, su grupo no superaba la veintena de hombres pero la mayoría cayeron heridos, entre ellos Svarthöfði Dufgusson.